# Гуманистический буддизм
Гуманистический буддизм (кит. 人間佛教) — современное течение буддизма, берущее начало в китайском буддизме. Гуманистический буддизм, также иногда называемый ангажированным буддизмом, концентрирует своё внимание не на ритуалах и закрытой монашеской жизни, а на активности в обществе, стремясь приносить ему пользу. Ритуалы и молитвы для гуманистического буддизма отошли на второй план, в то время как забота о других и окружающем мире стала основной практикой. Важной чертой гуманистического буддизма является его включённость в светскую жизнь.

## Название
Тайсюй, реформатор буддизма родом из Китая, выступая за реформу китайского буддизма, использовал термин «Буддизм для человеческой жизни» или «Буддизм человеческой жизни» (кит. 人生佛教). Делая акцент на символах человек и жизнь, Тайсюй критиковал буддизм того времени, сконцентрированный на проведении ритуалов для умерших и похоронных обрядах.
Его ученик Инь Шун использовал название Гуманический буддизм в своих статьях и книгах, критикую таким образом «обожествление» буддизма в Китае. Он совместно с другими учениками Тайсюя, бежавшими из Китая после гражданской войны, привёз реформированный буддизм в Тайвань, где данный термин завоевал популярность особенно среди буддистов-иммигрантов из Китая.
В 1954 годы вышла статья, написанная монахом Тхить Нят Хань, где были изложенны основные принципы гуманистического буддизма, названного им ангажированным буддизмом.

## Тайсюй
В 1928 году Тайсюй издал манифест реформированного буддизма, где описал четыре основных аспекта нового движения. Согласно ему буддийские монахи должны были (1) избавить людей от суеверий, навязанных правительством ради использования буддизма и даосизма в своих целях, и изменить наследственную систему пользования благами в строну совместного и равного доступа к ним, (2) буддисты должны были изменить отшельнический стиль жизни, навязанный им конфуцианством, и служить людям, (3) монахи должны были перестать служить мёртвым и духам, что от них требовали правители и иерархи, и обратиться к простым людям, а также (4) они должны были работать над созданием буддизма для человеческой жизни, изменяя старые монастыри и храмы в соответствии с ценностями нового буддизма, и изменить сангху, подстроив её под реалии современной жизни и её потребности. Кроме этого монахам предписовалось распространять эти новые идеи для привлечения мирян.
Тайсюй считал отправной точкой буддизма человеческой жизни хорошего человека, который сначала учится практиковать обеты Бодхисаттвы и затем становится Буддой. Для него люди — основа существования буддизма, который является процессом эволюции от человека до Бодхисаттвы, а затем в Будду.

## Фо Гуан Шань
Фо Гуан Шань является на данный момент наиболее известным орденом, придерживающимся принципов гуманистического буддизма. Син-юнь считает гуманистический буддизм частью традиции Махаяны и выделяет шесть черт гуманистического буддизма: гуманизм, акцент на повседневую жизнь, альтруизм, радость, актуальность, универсальность.

## Сока Гаккай
Сока Гаккай — крупнейшее буддийское НРД в Японии, основывающееся на учении буддийского монаха XIII века Нитирэн. Третий президент Сока Гаккай, Дайсаку Икэда, считает гуманистический буддизм центральным ядром движения и отдельно отмечает веру буддизма в человечество.